# Ivan Horniš
Ivan Horniš (* 2. ledna 1965) je bývalý slovenský fotbalista.

## Fotbalová kariéra
V československé lize hrál za TJ Plastika Nitra. Nastoupil ve 9 ligových utkáních a dal 1 gól. Ve druhé nejvyšší soutěži hrál za Slovan Agro Levice a Slovan Duslo Šaľa, nastoupil v 30 utkáních a dal 2 góly.

## Ligová bilance
| Ročník                                      | Zápasy | Góly | Klub               |
| ------------------------------------------- | ------ | ---- | ------------------ |
| 1. československá fotbalová liga 1986/87    | 9      | 1    | TJ Plastika Nitra  |
| 1. slovenská národní fotbalová liga 1987/88 | 19     | 2    | Slovan Agro Levice |
| 1. slovenská národní fotbalová liga 1988/89 | 8      | 0    | Slovan Agro Levice |
| 1. slovenská národní fotbalová liga 1988/89 | 3      | 0    | Slovan Duslo Šaľa  |
| CELKEM                                      | 9      | 1    |                    |